# Stjärttjärnen, Dalarna
Stjärttjärnen är en sjö i Gagnefs kommun i Dalarna och ingår i Norrströms huvudavrinningsområde. Sjön har en area på 0,149 kvadratkilometer och ligger 252,2 meter över havet. Vid provfiske har abborre, gädda och mört fångats i sjön.

## Delavrinningsområde
Stjärttjärnen ingår i det delavrinningsområde (669394-143835) som SMHI kallar för Utloppet av Orsen. Medelhöjden är 280 meter över havet och ytan är 37,55 kvadratkilometer. Det finns inga avrinningsområden uppströms utan avrinningsområdet är högsta punkten. Norrboån (Tyrsån) som avvattnar avrinningsområdet har biflödesordning 4, vilket innebär att vattnet flödar genom totalt 4 vattendrag innan det når havet efter 306 kilometer. Avrinningsområdet består mestadels av skog (72 procent) och sankmarker (13 procent). Avrinningsområdet har 3,1 kvadratkilometer vattenytor vilket ger det en sjöprocent på 8,3 procent.